# 1337
| 1337               |
| ------------------ |
| Dødsfald - Fødsler |
|                    |

| Gregoriansk kalender | 1337 MCCCXXXVII         |
| Ab urbe condita      | 2090                    |
| Armensk kalender     | 786 ԹՎ ՉՁԶ              |
| Kinesiske kalender   | 4033 – 4034 丙子 – 丁丑 |
| Etiopisk kalender    | 1329 – 1330             |
| Jødisk kalender      | 5097 – 5098             |
| Hindukalendere       |                         |
| - Vikram Samvat      | 1392 – 1393             |
| - Shaka Samvat       | 1259 – 1260             |
| - Kali Yuga          | 4438 – 4439             |
| Iransk kalender      | 715 – 716               |
| Islamisk kalender    | 737 – 738               |

Den kongeløse tid i Danmark 1332-1340
Se også 1337 (tal) og 1337 (slang)

## Begivenheder
- 100 års krigen mellem England og Frankrig starter.

## Dødsfald
- 8. januar Giotto di Bondone, italiensk maler (født 1267)